# Mar de Groenlàndia
El mar de Groenlàndia és una àrea de l'oceà Àrtic que es troba entre Groenlàndia, l'illa Jan Mayen i Islàndia, i que ocupa aproximadament 1.205.000 km² i se l'identifica a vegades amb l'oceà àrtic i a vegades amb l'oceà atlàntic.
Tanmateix, les definicions de l'oceà Àrtic i els seus mars solen ser imprecises o arbitràries. En l'ús general, el terme "oceà Àrtic" exclouria el mar de Groenlàndia. En estudis oceanogràfics el mar de Groenlàndia es considera part dels mars nòrdics, juntament amb el mar de Noruega. Els mars nòrdics són la connexió principal entre els oceans Àrtic i Atlàntic i, com a tal, podrien tenir una gran importància en una possible aturada de la circulació termohalina. En oceanografia, l'oceà Àrtic i els mars nòrdics sovint es coneixen col·lectivament com el "mar Mediterrani àrtic", un mar marginal de l'Atlàntic.
Aquest braç de l'oceà glacial Àrtic és el principal conducte de les seves aigües cap a l'Atlàntic. A causa de la presència de gel, la part més septentrional no és gairebé mai navegable.
La profunditat mitjana del mar de Groenlàndia és d'uns 1.450 m, amb una profunditat màxima de 4.800 m sota el nivell del mar.
El mar té un clima àrtic amb vents regulars del nord i les temperatures rarament superen els 0 °C. Anteriorment, contenia l'àrea de la llengua de gel d'Odden, que s'estenia cap a l'est des de la vora del gel principal de Groenlàndia oriental a les proximitats del Paral·lel 72° nord - 74° nord durant l'hivern i actuava com a àrea clau de formació de gel hivernal a l'Àrtic. El gel occidental es forma a l'hivern al mar de Groenlàndia, al nord d'Islàndia, entre Groenlàndia i l'illa de Jan Mayen. És un important caldo de cultiu de la foca de Groenlàndia i la foca de cresta que s'ha utilitzat per a la caça de foques des de fa més de 200 anys.
Les principals espècies que habiten aquest mar es troben a la base de la cadena alimentària. Hi ha grans invertebrats, peixos, aus i mamífers (entre ells foques, balenes i dofins) que s'alimenten d'invertebrats i petits organismes.

## Extensió
L'Organització Hidrogràfica Internacional defineix els límits del mar de Groenlàndia de la següent manera:
| « | Al nord. Una línia que uneix el punt més al nord de Spitzbergen [ Svalbard ] fins al punt més al nord de Groenlàndia. A l'est. La costa oest de West Spitzbergen [ illa de Spitsbergen ]. Al sud-est. Una línia que uneix el punt més al sud de West Spitzbergen fins al punt nord de l'illa de Jan Mayen, baixant per la costa oest d'aquesta illa fins al seu extrem sud, des d'allí una línia fins a l'extrem oriental de Gerpir (67°05′N, 13°30′O) [sic, en realitat a les 65° 05′ N, 13° 30′ O / 65.083°N,13.500°O] a Islàndia. Al sud-oest. Una línia que uneix Straumnes (extrem NW d'Islàndia) amb el cap Nansen (68° 15′ N, 29° 30′ O / 68.250°N,29.500°O) a Groenlàndia. A l'oest. La costa est i nord-est de Groenlàndia entre el cap Nansen i el punt més al nord. | » |

## Història
El mar de Groenlàndia va ser un vedat de caça popular per a la indústria de la caça de balenes durant 300 anys, fins al 1911, amb seu principalment a Spitsbergen. En aquell moment, la població antigament rica de balenes aquí estava tan esgotada que la indústria ja no era rendible. Les balenes restants del mar de Groenlàndia han estat protegides des d'aleshores, però les poblacions no han mostrat cap prova de regeneració significativa. Des de finals de la dècada de 1990, els biòlegs polars informen d'un augment de la població local de balenes boques i el 2015, els científics de l'Àrtic en van descobrir una sorprenent abundància en una petita àrea. Aquests resultats es poden interpretar com un signe primerenc de l'inici de la recuperació d'aquesta espècie en particular, que abans va formar la població més gran del món, amb unes 52.000 balenes.
L'explotació dels recursos naturals a l'Àrtic com l’oli de balena, les pells i el marfil va començar al segle xvii, poc després dels primers intents europeus de trobar un pas del nord cap a Àsia, i els productes es transportaven als ports europeus on s’utilitzaven a les seves indústries. Després de la revolució industrial, el carbó i altres minerals es van afegir a la llista de recursos naturals extrets a l’Àrtic, que les empreses venien als mercats energètics d’Escandinàvia, i actualment el petroli i el gas àrtics es consideren potencialment importants per satisfer la demanda d’energia.
Les primeres investigacions científiques al mar de Groenlàndia es van dur a terme el 1876–1878 com a part de l'expedició noruega de l'Atlàntic Nord i des de llavors, molts països, principalment Noruega, Islàndia i Rússia, han enviat expedicions científiques a la zona. Fridtjof Nansen va descriure el complex sistema de corrent d'aigua al mar de Groenlàndia el 1909.
Els inuits van caçar balenes a escala no industrial al mar de Groenlàndia des del segle xv, com ho demostra l'arqueologia.
La primera travessia completa amb propulsió humana del mar de Groenlàndia es va aconseguir el 2017 per l'expedició de rem, Polar Row dirigida per Fiann Paul.

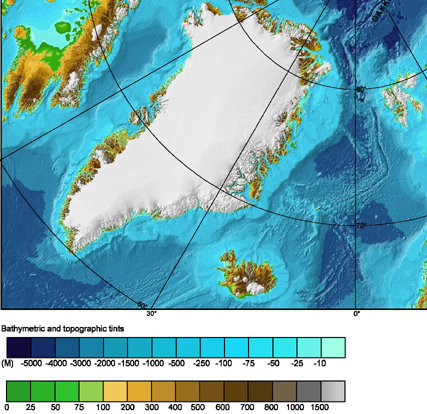
Topografia del mar

## Geografia i geologia

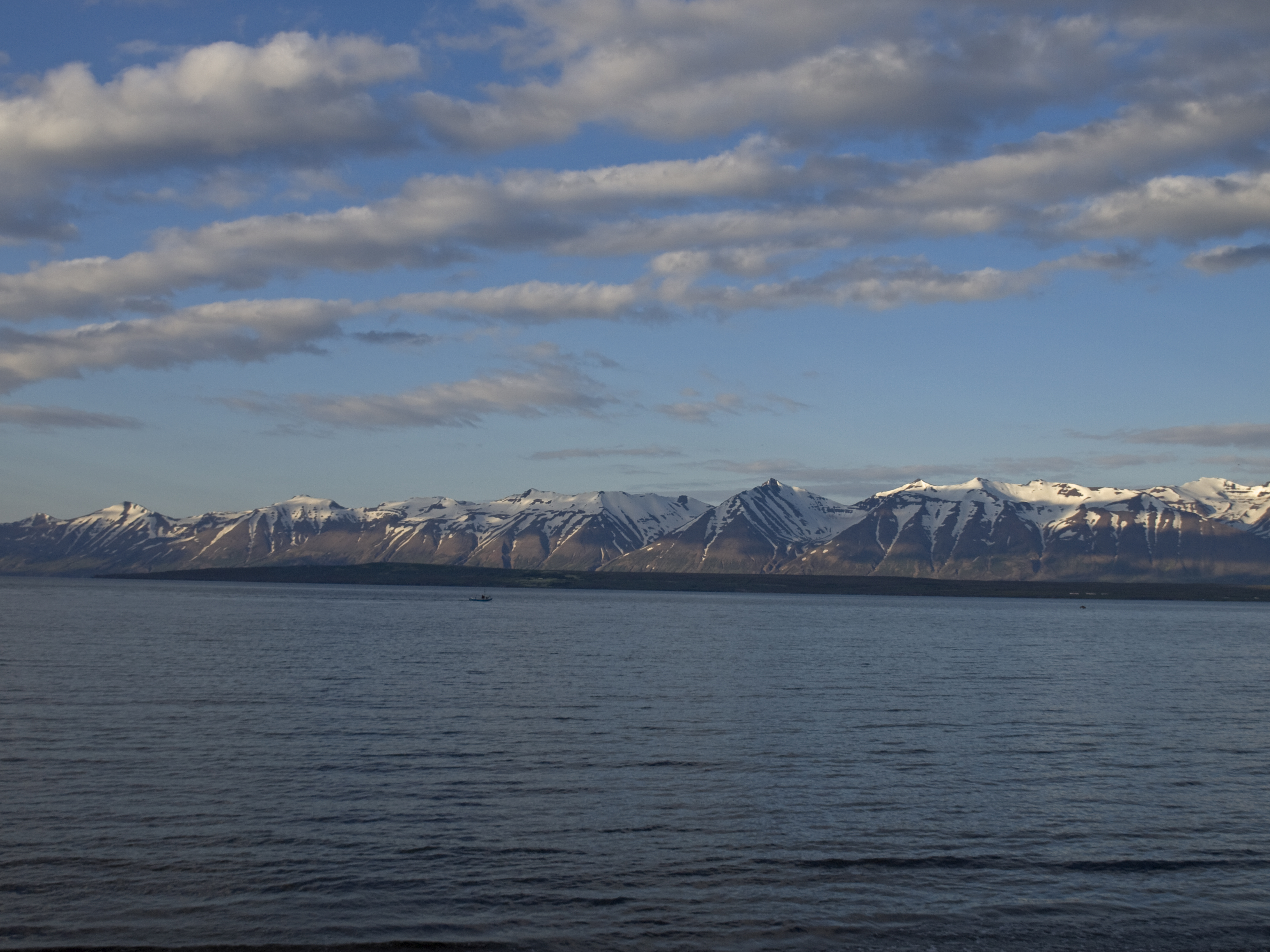
Eyjafjörður, el fiord més llarg del nord d'Islàndia, pertany al mar de Groenlàndia.

El mar de Groenlàndia limita a l'oest amb l'illa de Groenlàndia, i al sud amb l'estret de Dinamarca i Islàndia. Al sud-est, darrere de l'illa de Jan Mayen (Noruega) hi ha la gran extensió del mar de Noruega, del qual el mar de Groenlàndia es pot considerar una extensió. A través de l'estret de Fram cap al nord-est, el mar està delimitat per l'arxipèlag de Svalbard (Noruega). La part sud del mar de Groenlàndia, aproximadament l'àrea al sud de la zona de la fractura de Jan Mayen o la línia Cape Brewster – Jan Mayen es coneix de vegades com a mar d'Islàndia.
El fons del mar de Groenlàndia és una depressió limitada al sud per la dorsal submarina de Groenlàndia-Islàndia i a l'est per la dorsal Mohns i la dorsal Knipovich (parts de la Dorsal mesoatlàntica). A l'oest, el fons puja primer lentament, però després ràpidament cap a l'àmplia franja costanera de Groenlàndia. Els llims omplen els buits i gorgs submarins; sorres llimes, graves, pedres i altres productes de l'erosió cobreixen les prestatgeries i les carenes.
Encara que el punt més profund dins del mar és 4.846 m, profunditats fins a 5.570 m s'han mesurat a la profunditat Molloy de l'estret de Fram que connecta el mar amb l'oceà Àrtic al nord. La capa de gel de Groenlàndia arriba fins al mar a la badia de Jokel.
Les principals illes del mar de Groenlàndia inclouen l'arxipèlag de Svalbard, Jan Mayen, així com les illes costaneres de les costes del NE de Groenlàndia, com Hovgaard, Ella, Godfred Hansen, Île-de-France, Lynn, Norske, Gamma i Schnauder. D'aquestes, només les illes Svalbard estan habitades, i Jan Mayen només té personal militar temporal. Després que la Societat de Nacions donés a Noruega jurisdicció sobre l'illa, el 1921 Noruega hi va obrir la primera estació meteorològica, que va ser objecte de contenció entre Alemanya i el Regne Unit durant la Segona Guerra Mundial. Actualment, a l'illa funcionen diverses estacions de ràdio i meteorològiques.

## Hidrologia, clima i gel

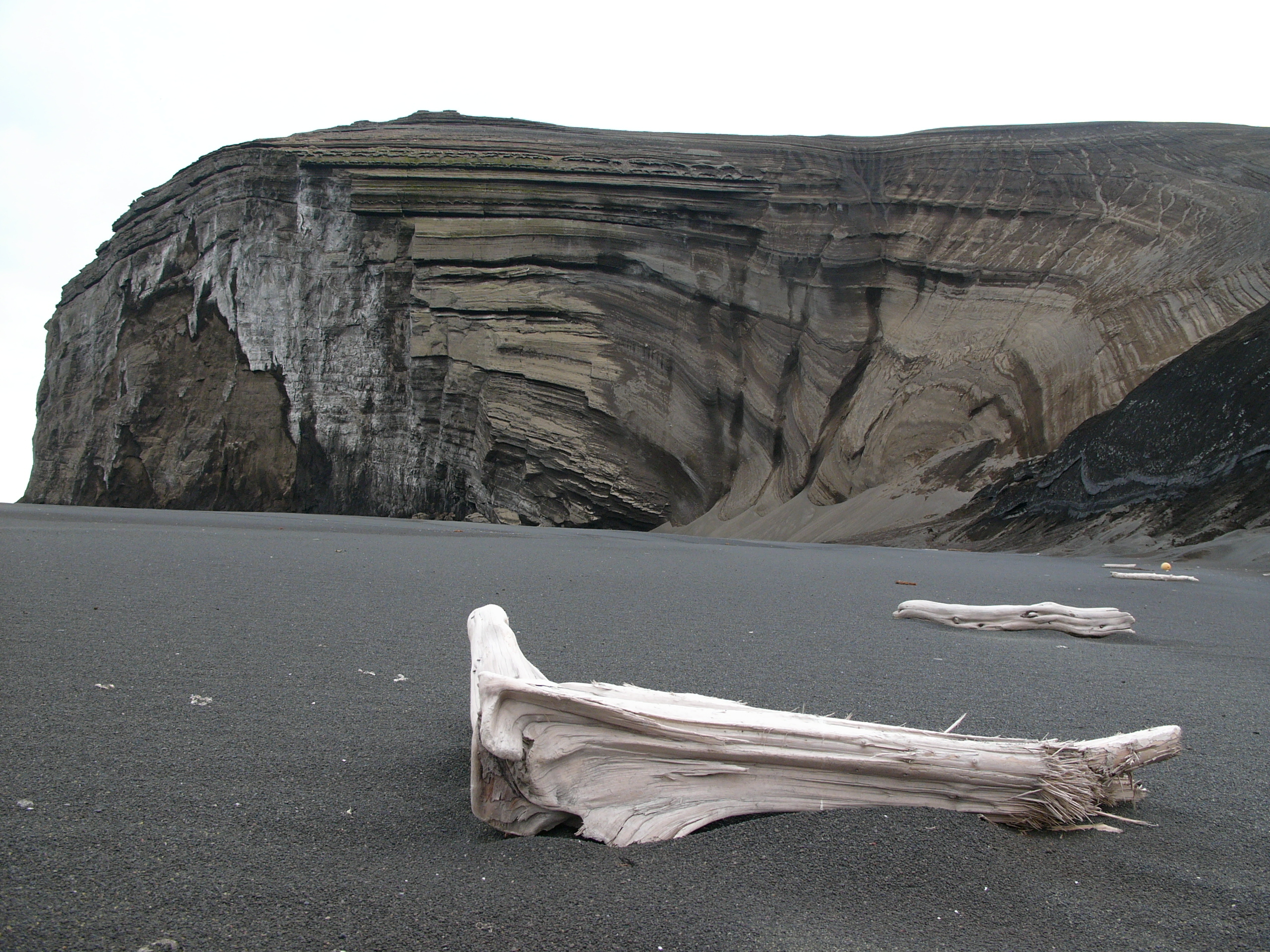
Una platja a l'illa de Jan Mayen

El clima és àrtic i varia significativament a través de la vasta zona del mar. Les temperatures de l'aire oscil·len entre −49 °C prop de Spitsbergen a l'hivern i el 25 °C davant de Groenlàndia a l'estiu. Les mitjanes són −10 °C al sud i −26 °C al nord al febrer, que és el mes més fred. Els valors corresponents al mes més càlid, agost, són 5 °C al sud i 0 °C al nord. L'estiu és molt curt: el nombre de dies a l'any en què la temperatura puja per sobre 0 °C varia entre 225 al nord i 334 al sud. La precipitació anual és de 250 mm al nord, però 500 mm al sud.
Els vents del nord continuen durant tot l'any, refredant l'aigua superficial i portant gel al sud. La temperatura mitjana de l'aigua superficial és d'aproximadament −1 °C m o inferior al nord i 1–2 °C al sud; les temperatures d'estiu corresponents són d'uns 0 i 6 °C respectivament. Les temperatures de l'aigua del fons són inferiors a −1 °C. La salinitat de l'aigua superficial és del 3,30-3,45% a l'est i per sota del 3,20% a les parts occidentals, augmentant fins al 3,49% cap al fons. L'aigua és verda. Les marees són semidiürnes amb una alçada mitjana de 4,4 m. Juntament amb els corrents d'aigua, trenquen les capes de gel flotants i barregen diverses capes d'aigua tant lateralment com al llarg de la profunditat.
Les aigües progressivament més fredes del corrent de l'Atlàntic Nord s'enfonsen a l'oceà Àrtic, tornant al sud en forma de corrent fred de Groenlàndia oriental, una part important de la cinta transportadora de l'Atlàntic, que flueix al llarg de la part occidental del mar. Al llarg de la part oriental flueix el corrent de Spitsbergen càlid, una part del Corrent del Golf. Les mescles de gel d'aigua dolça freda i el corrent de Spitsbergen càlid i salat poden experimentar un cabling, que podria contribuir a la circulació termohalina. La combinació d'aquests corrents crea un flux d'aigua en sentit contrari a les agulles del rellotge a la part central del mar.
A causa de les freqüents boires, vents i corrents, que transporten contínuament gel i icebergs a través del mar de Groenlàndia cap al sud, el mar de Groenlàndia té una finestra estreta per a la navegació comercial: la temporada de gel comença a l'octubre i acaba a l'agost. Es distingeixen tres tipus de gel flotant: gel àrtic (uns quants metres de gruix), gel marí (aproximadament un metre de gruix) i icebergs d'aigua dolça.

### Gel oest

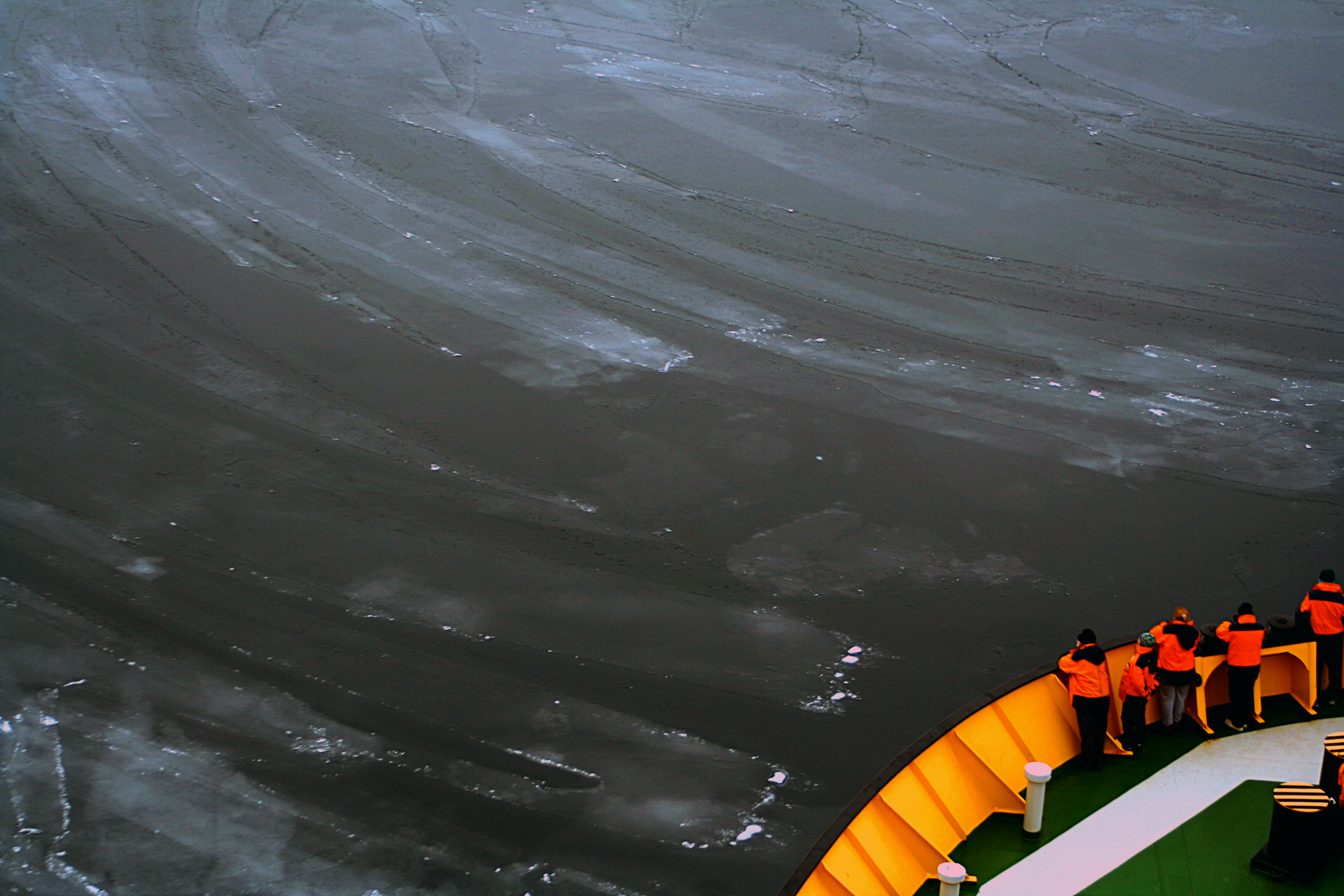
Frazil gel

A l'hivern, una gran àrea al nord d'Islàndia entre Groenlàndia i Jan Mayen, anomenada West Ice, està coberta per gel continu. És un important caldo de cultiu per a les foques, com ara la foca de Groenlàndia, la foca de cresta i la foca grisa. Va ser descobert a principis del segle xviii pels baleners britànics i des de finals de la dècada de 1750 es va utilitzar per a la caça de foques. La caça va ser especialment intensa al segle xix, però va disminuir al segle xx a causa de les restriccions de caça i la menor demanda del mercat. Al voltant del 5 d'abril de 1952, una gran tempesta va provocar la desaparició de vaixells amb 79 caçadors de foques noruecs a bord. Altres set vaixells de caça de foques noruegues van naufragar el mateix mes.

### Llengua de gel estranya

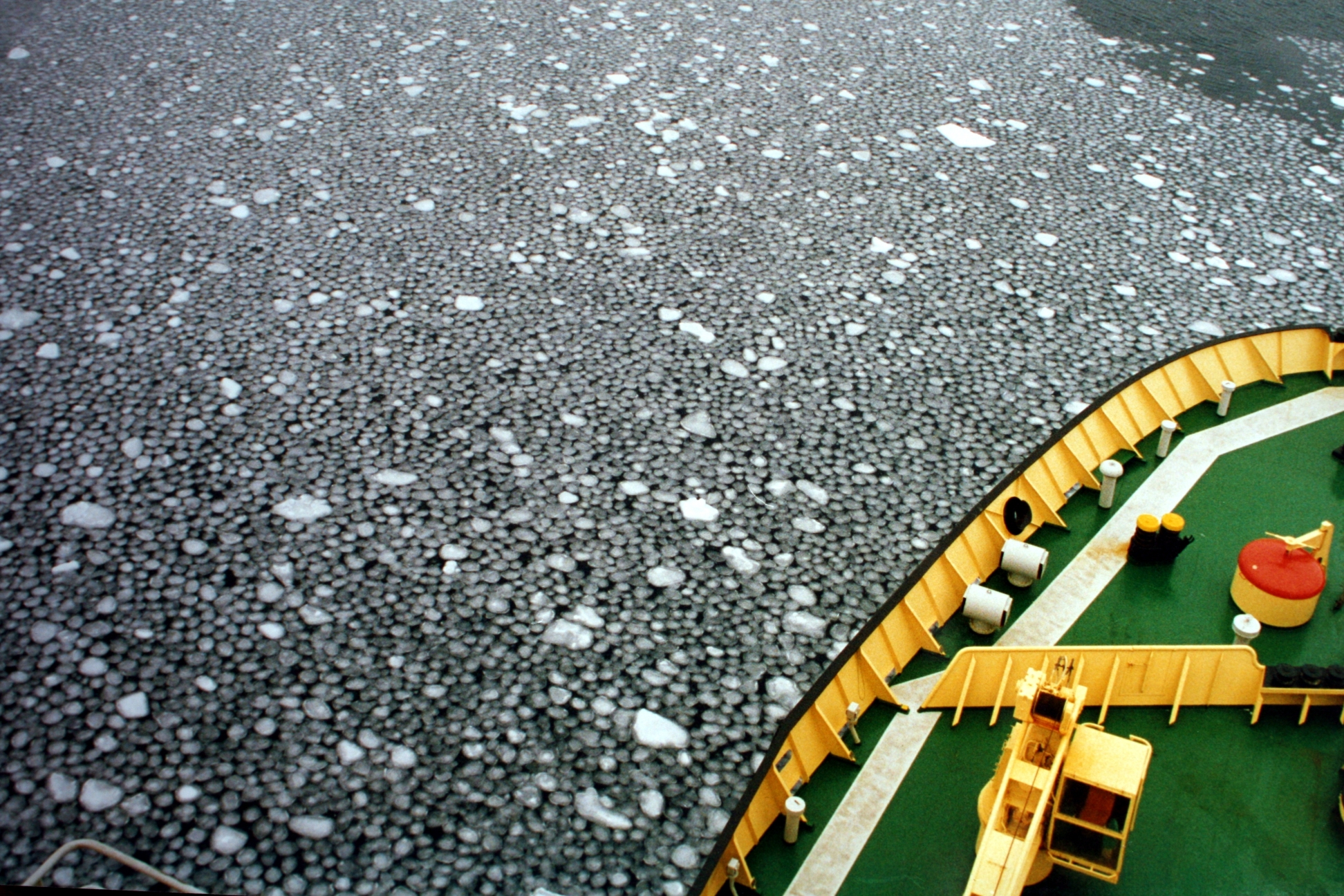
Pancake de gel

La llengua de gel Odden o simplement l'Odden (Odden és la paraula noruega per a cap) va ser una zona clau de formació de gel hivernal a l'Àrtic. Va ser conegut durant molt de temps i va ser trobat per Fridtjof Nansen, però només es va entendre completament amb l'arribada de les imatges per satèl·lit.
L'Odden tenia una longitud d'uns 1.300 km i va cobrir una àrea de fins a 330.000 km². Es va estendre cap a l'est des de la vora principal de gel de Groenlàndia oriental a les proximitats de 72-74°N durant l'hivern a causa de la presència d'aigua superficial polar molt freda al corrent de Jan Mayen, que desvia part de l'aigua cap a l'est del Corrent de Groenlàndia Oriental en aquell moment la major part del gel ja format va continuar flotant cap al sud, impulsat pel vent, de manera que es va exposar una superfície d'aigua oberta freda sobre la qual es va formar gel nou com a gel de frasil i gel de pancake a la mar agitada, produint una forma de llengua gegant. La sal rebutjada de nou a l'oceà per aquesta formació de gel va fer que l'aigua superficial es tornés més densa i s'enfonsés, de vegades a grans profunditats (2.500 m o més), fent d'aquesta una de les poques regions de l'oceà on es va produir la convecció hivernal, que va ajudar a impulsar tot el sistema mundial de corrents superficials i profunds conegut com a circulació termohalina. Des de la dècada de 1990, la llengua de gel Odden rarament es desenvolupa.

## Fauna
El mar de Groenlàndia està densament habitat pels organismes que formen la base de la cadena tròfica oceànica. Els grans invertebrats, els peixos (com el bacallà, l'arengada, la gallina vermella, el flétan i la palaia anglesa), els ocells i els mamífers (incloses diverses espècies de foques, balenes i dofins) s'alimenten d'invertebrats més petits i organismes petits. Les molses, els líquens i els escassos matolls al voltant de les costes serveixen d'aliment als cérvols i als bous mesquers, que al seu torn són caçats per l'os polar.
El mar de Groenlàndia va ser antigament la llar d'una gran població de diverses espècies de balenes, especialment les balenes de Groenlàndia, però la indústria de la caça de balenes les va delmar molt des de principis de la dècada de 1600 fins a 1911. En les últimes dècades hi ha hagut alguns signes que indiquen un començament de recuperació.

## Petroli i gas
El Servei Geològic dels EUA ha estimat que almenys el 13% dels jaciments de petroli no descoberts del món i el 30% de les bosses de gas no descobertes del món es troben a l'Àrtic, amb el mar de Groenlàndia potencialment contenir grans quantitats de gas natural i menys quantitats de líquids de gas natural i petroli cru. Això ha portat el ministre i el consell provincial de Groenlàndia a oferir un gran nombre de concessions offshore per a l'extracció potencial d'hidrocarburs (petroli i gas). La majoria de les concessions es troben en març a l'oest de Groenlàndia (principalment l'estret de Davis i la badia de Baffin), però amb 19 concessions al mar de Groenlàndia.
A finals de 2013, un total de tres consorcis van obtenir drets d'extracció d'hidrocarburs a quatre grans àrees del mar de Groenlàndia de l’Oficina de Minerals i Petroli de Groenlàndia. Els consorcis estan liderats per les companyies petrolieres Statoil, Chevron i Eni, però inclou diverses altres empreses més petites com Shell, British Petroleum, DONG Energy i Nunaoil. Des d'aleshores, s'ha venut una cinquena concessió d'hidrocarburs. Exxon Mobil, la companyia petroliera més gran del món i amb molta experiència a l'Àrtic, també sol·licitava els drets d'extracció de petroli al mar de Groenlàndia inicialment, però es va retirar el desembre de 2013 per motius inexplicables, concentrant els esforços en el gas d'esquist i el mercat americà, en canvi.
La perforació de petroli en aigües profundes en un entorn àrtic ple de gel és una possible nova empresa per a la indústria petroliera i comporta molts riscos i perills. A causa d'aquestes dificultats, el Consell de Ministres de Groenlàndia espera que els primers simulacres exploratoris tinguin lloc abans de mitjans de la dècada del 2020. Estimen que un programa preliminar complet amb estudis sísmics, simulacres exploratoris i mesures de seguretat adequades trigarà uns 16 anys i una inversió d'uns 500 milions de dòlars EUA en cada concessió.

## Vestisen
Vestisen, el gel occidental, descobert a principis del segle xviii pels baleners britànics, és una gran àrea al nord d'Islàndia entre Groenlàndia i Jan Mayen coberta per gel continu. És un punt cabdal per a la reproducció de les foques i des de finals de la dècada de 1750 es va utilitzar per a la caça de foques. La caça va ser especialment intensa al segle xix, però va disminuir al segle xx a causa de les restriccions de caça i la menor demanda del mercat.